# Charles Benoît Hase
Charles Benoît (oprindelig Karl Benedikt) Hase (11. maj 1780 i Thüringen — 21. marts 1864) var en tyskfødt fransk klassisk filolog.
Hase var siden 1801 bosat i Paris, hvor han blev konservator ved biblioteket og professor ved universitetet. Hans studier gik mest i retning af den senere græske litteratur. Af Niebuhr blev han knyttet til udgivelsen af de byzantinske historikere og besørgede en udgave af Leo Diaconus (Bonn 1828); endvidere udgav han Lydus De magistratibus Romanorum (Paris 1812) og De ostentis (Paris 1824). Endelig 
undfangede han planen til den nye bearbejdelse af Stephanus Thesaurus græcæ linguæ og ledede udgivelsen af det store værk (Paris 1831—65) til sin død. Som forstander for biblioteket i Paris udmærkede han sig ved liberalitet og virksom interesse for andres studier.